# Kajagoogoo
Kajagoogoo är en brittisk popgrupp bildad 1979 i Leighton Buzzard i Bedfordshire i England. Gruppen är mest känd för sin första singel, "Too Shy", vilken nådde förstaplatsen på den brittiska singellistan och femteplatsen på Billboard Hot 100 1983. Singeln producerades av Duran Durans keyboardist Nick Rhodes och Colin Thurston som var Duran Durans producent vid den här tiden.

## Historia
Kajagoogoo var från början en avant-garde-instrumental-kvartett med namnet Art Nouveau, med Nick Beggs på elbas, Steve Askew på gitarr, Stuart Croxford Neale på keyboard och Jez Strode på trummor. Art Nouveau gav ut singeln "The Fear Machine¨". Singeln sålde några hundra exemplar och spelades på John Peel show, men bandet fick trots det inget skivkontrakt. 
1981 arrangerade de en tävling för att få tag på en sångare, och Christopher Hamill vann. För att få en lite nyare och färgstarkare personlighet ändrade han sitt artistnamn till Limahl, ett anagram av sitt efternamn. Bandets namn ändrades också, till Kajagoogoo. Det var inspirerat av en bebis första ljud, (engelska) "Gagagoogoo", men de tyckte "Kaja" lät häftigare än "Gaga".
Kajagoogoo blev uppmärksammade när de uppträdde på Embassy Club i London. Bandet kontrakterades av EMI i juli 1982, och Rhodes fick uppdraget att producera deras första album, White Feathers. Deras debutsingel, "Too Shy", gavs ut i januari 1983 och nådde förstaplatsen på den brittiska singellistan. Låten blev även en stor hit i Sverige där den låg åtta veckor på Sverigetopplistan med som bäst en fjärde plats. De följande singlarna "Ooh to Be Aah" och "Hang on Now" nådde båda topp-tjugo på den brittiska singellistan, men var dock inte lika framgångsrika i USA.
Limahl sparkades från Kajagoogoo 1983 efter ett stort gräl om bandets framtid, och Beggs tog över sjungandet för det andra albumet Islands från 1984. Den första singeln från det albumet, "Big Apple" nådde topp-tio i Storbritannien, men sedan rasade bandets skivförsäljningar. I ett desperat försök att återvinna publiken och göra sig av med sin "tuggummipop"-image ändrade de namn till Kaja, men framgångarna uteblev. Strode hade redan lämnat bandet, och de övriga medlemmarna gick skilda vägar 1985.
Limahl fick en hit 1984 med "The Never Ending Story", titelspåret till filmen med samma namn. Han lyckades dock inte upprepa succén och föll snart i glömska. Hans senaste album, Love Is Blind, kom 1992, men gavs bara ut i Tyskland och Japan.

## Återförening
2004 sågs samtliga bandmedlemmarna tillsammans för första gången på 20 år i VH1:s "Bands Reunited". 
Nick Beggs, Steve Askew och Stuart Neale fortsatte att spela tillsammans som Kajagoogoo och släppte en ny skiva betitlad Gone To The Moon online den 27 maj 2008. "Rocket Boy", den första singeln från skivan, släpptes under 2007 både på CD och som nedladdning. För att visa sin tacksamhet till deras fans lät de dem få ladda ner den gratis från deras hemsida fram till februari 2009.
Den 1 april 2008 återförenades Nick, Steve och Stuart med Limahl och Jez från den klassiska gruppformeringen och sex dagar senare skrevs kontraktet som gjorde nystarten officiell. Sedan dess har gruppen gjort diverse uppträdanden på olika festivaler i Europa och påbörjat inspelningen av en ny skiva.

## Diskografi

### Studioalbum
- White Feathers (1983) (UK #5, US #38)
- Islands (1984) (UK #35, US #185) (utgiven i USA som Extra Play under namnet Kaja)
- Crazy People's Right to Speak (1985) (under namnet Kaja)
- Gone To The Moon (2008)

### Samlingsalbum
- Too Shy: The Singles and More (1993)
- The Best of Kajagoogoo & Limahl (1996)
- The Very Best of Kajagoogoo (1996)
- Very Best of Kajagoogoo (2003)

### Singlar
- "Too Shy" (1983) (UK #1, US #5)
- "Ooh to Be Ah" (1983) (UK #7)
- "Hang on Now" (1983) (UK #13, US #78)
- "Big Apple" (1983) (UK #8)
- "The Lion's Mouth" (1984) (UK #25)
- "Turn Your Back On Me" (1984) (UK #47)
- "Shouldn't Do That" (som Kaja) (1985) (UK #63)
- "Rocket Boy" (2007)